# NGC 7456
NGC 7456 (również PGC 70304) – galaktyka spiralna (Sc), znajdująca się w gwiazdozbiorze Żurawia. Odkrył ją John Herschel 4 września 1834 roku.